# 하일초등학교 (경기)
하일초등학교는 대한민국 경기도 광명시에 있었던공립 초등학교이다.

## 학교 연혁
- 1992년 3월 1일 하일초등학교 개교 (27학급 개교 1,2,3,4학년)
- 1995년 2월 15일 제 1회 졸업 (242명)
- 1997년 9월 1일 하일초등학교 병설유치원 개원 (1학급)
- 2005년 9월 1일 제6대 황의량 교장 부임
- 2007년 3월 1일 특수학급 (학습도움반) 1학급 신설
- 2010년 2월 9일 제13회 유치원 졸업 ( 28명, 누계 : 438명)
- 2010년 2월 11일 제16회 졸업 (210명, 누계 : 3,195명)
- 2010년 3월 1일 36학급 편성 (1,127명, 학습도움반 1학급 포함), 유치원 1학급 (29명)
- 2013년 2월 14일 제16회 병설유치원 졸업(총 521명)
- 2013년 2월 15일 제19회 졸업식(총 3,763명)
- 2013년 3월 1일 제8대 이명기 교장 취임
- 2013년 3월 1일 32학급 편제(특수학급 1학급 포함), 유치원 1학급